# Амарендрапура
Амарендрапура — одна из четырёх столиц Кхмерской Империи, основанная Джаяварманом II. Была основана на поселении начала IV века, скорее всего окружавшем пирамидальный Прасат Ак Юм.
После того, как Джаяварман II обосновался в регионе Ангкор, он, по-видимому, правил не только в Харихаралайе, расположенной к северу от озера Тонлесап, но и в месте, которое надписи называют Амарендрапура. Оно не было точно идентифицировано, хотя некоторые историки полагают, что это ныне затерянное поселение на западном конце Западного Барая, священного водоема длиной восемь километров, который был построен примерно через два столетия после смерти Джаявармана II. Ни один храм не связан с Джаяварманом, но некоторые историки предполагают, что он мог построить Ак-Юм, кирпичную ступенчатую пирамиду, ныне в значительной степени разрушенную, на южном крае Западного Барая. Храм был предшественником храма в форме горы более поздних кхмерских королей.
Ныне частично затоплена одним из водохранилищ Ангкора — Западным Бараем.